# Travaillan
Travaillan est une commune française située dans le département de Vaucluse, en région Provence-Alpes-Côte d'Azur.

## Géographie

### Localisation
Commune située à 11 km d'Orange et 39 km d'Avignon.
|                    | Sainte-Cécile-les-Vignes | Cairanne |
| Sérignan-du-Comtat | Travaillan               | Violès   |
|                    | Camaret-sur-Aigues       |          |

### Voies de communications et transports

#### Voies routières
- Les routes départementales 154 et 975 arrivent au bourg alors que la route départementale 93 l'évite par le nord et que la route départementale 23 passe à l'extrême sud de la commune.
- L'autoroute la plus proche est l'autoroute A7.

#### Transports en commun
- Transport en Provence-Alpes-Côte d'Azur

Commune desservie par le réseau régional Sud Mobilité.

#### Transports aériens
Les aéroports les plus proches sont :
- l'aéroport Marseille-Provence ;
- on trouve sur la commune l'aérodrome d'Orange Plan de Dieu, un aérodrome militaire interdit à la circulation aérienne publique et à tous les aéronefs non autorisés. Seuls les aéronefs de l'aéroclub du Plan de Dieu peuvent être autorisés par le commandant de la base aérienne 115 Orange-Caritat.

### Relief
La commune est relativement plate avec une différence de 37 mètres seulement entre le point le plus haut de la commune, à l'extrême Est de celle-ci, et le point le plus bas, situé au Sud-ouest du bourg, en bordure de commune.

### Géologie
La commune se trouve située sur le Plan de Dieu dont le sol est principalement constitué d'alluvions quaternaires, dépôt de galets roulés et d'un substrat d'argile rouge apportés à la fin des glaciations par l'Ouvèze et l'Aygues.

### Sismicité
Les cantons de Bonnieux, Apt, Cadenet, Cavaillon, et Pertuis sont classés en zone Ib (risque faible). Tous les autres cantons du département de Vaucluse sont classés en zone Ia (risque très faible). Ce zonage correspond à une sismicité ne se traduisant qu'exceptionnellement par la destruction de bâtiments.

### Hydrographie et eaux souterraines
Cours d'eau sur la commune ou à son aval :
- l'Aygues traverse la commune au nord-ouest du bourg ;
- le ruisseau la gayère ;
- et le canal de Carpentras passe sur la commune au sud-ouest du bourg.

Travaillan dispose de la station d'épuration intercommunale de Camaret-sur-Aigues d'une capacité de 61 800 équivalent-habitants.

### Climat
Pour des articles plus généraux, voir Climat de Provence-Alpes-Côte d'Azur et Climat de Vaucluse.
En 2010, le climat de la commune est de type climat méditerranéen franc, selon une étude du Centre national de la recherche scientifique s'appuyant sur une série de données couvrant la période 1971-2000. En 2020, Météo-France publie une typologie des climats de la France métropolitaine dans laquelle la commune est exposée à un climat méditerranéen et est dans la région climatique  Provence, Languedoc-Roussillon, caractérisée par une pluviométrie faible en été, un très bon ensoleillement (2 600 h/an), un été chaud (21,5 °C), un air très sec en été, sec en toutes saisons, des vents forts (fréquence de 40 à 50 % de vents > 5 m/s) et peu de brouillards. 
Pour la période 1971-2000, la température annuelle moyenne est de 13,9 °C, avec une amplitude thermique annuelle de 17,5 °C. Le cumul annuel moyen de précipitations est de 724 mm, avec 5,9 jours de précipitations en janvier et 3,1 jours en juillet. Pour la période 1991-2020, la température moyenne annuelle observée sur la station météorologique de Météo-France la plus proche, « Orange », sur la commune d'Orange à 9 km à vol d'oiseau, est de 14,8 °C et le cumul annuel moyen de précipitations est de 719,6 mm. 
La température maximale relevée sur cette station est de 42,7 °C, atteinte le 22 août 2023 ; la température minimale est de −14,5 °C, atteinte le 10 février 1956,,. 
Les paramètres climatiques de la commune ont été estimés pour le milieu du siècle (2041-2070) selon différents scénarios d'émission de gaz à effet de serre à partir des nouvelles projections climatiques de référence DRIAS-2020. Ils sont consultables sur un site dédié publié par Météo-France en novembre 2022.

## Histoire

### Moyen Âge

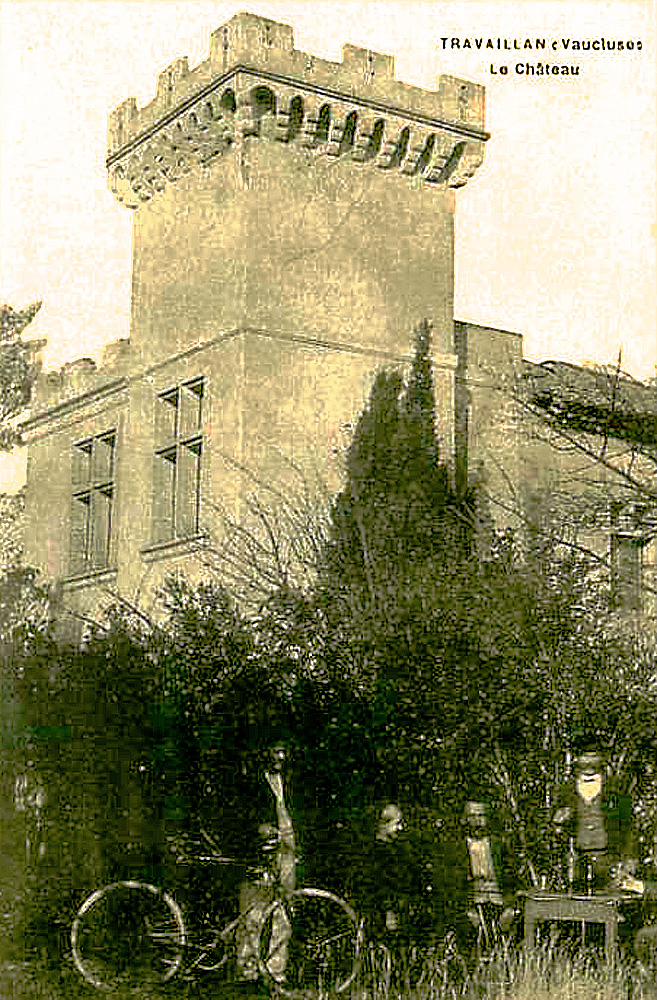
Château de Travaillan.

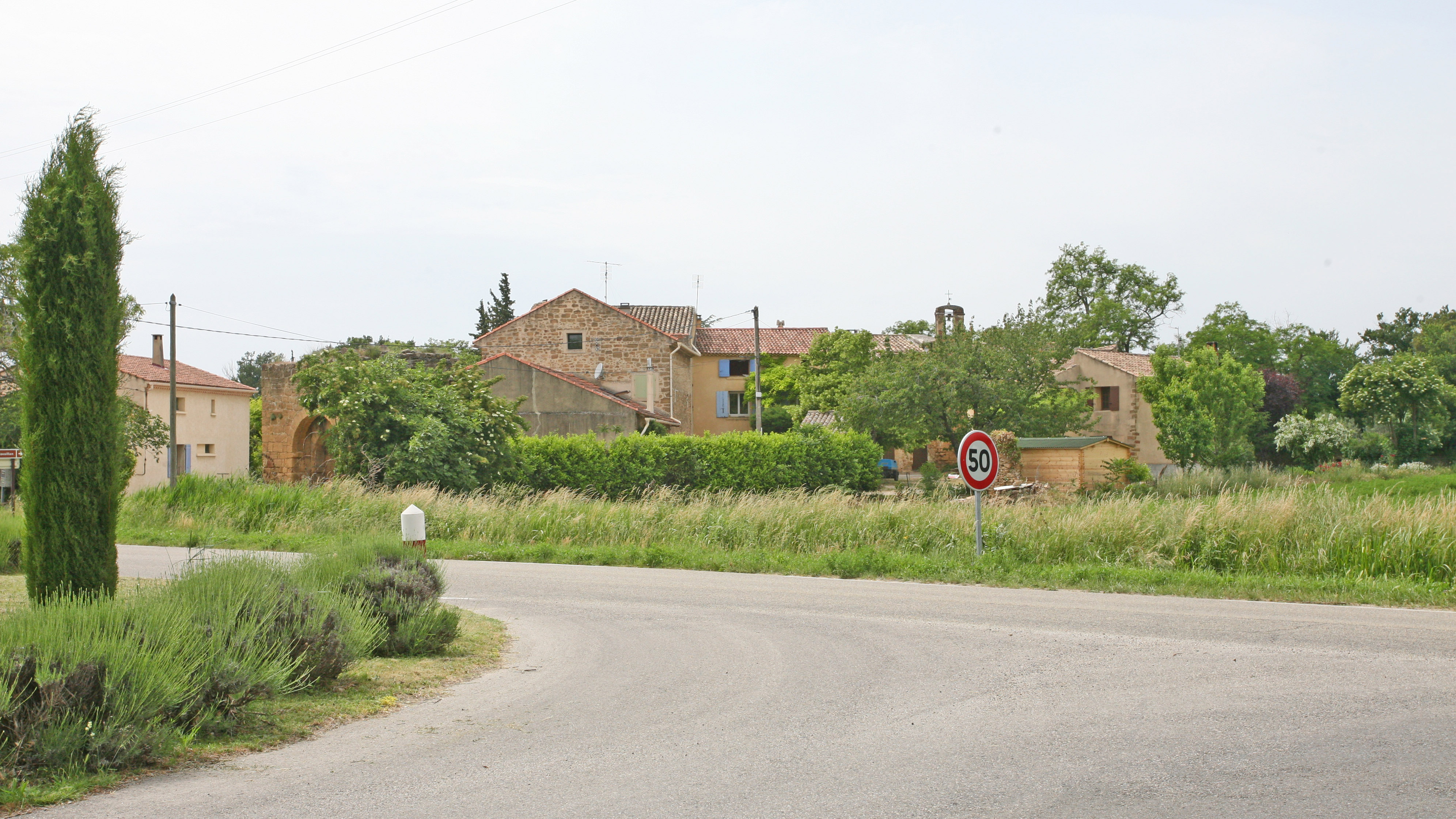
Le vieux Travaillan.

Aucun vestige de la préhistoire ou de l'antiquité n'a été trouvé sur le territoire de cette commune. Son histoire écrite commence au XIIe siècle où de Travaillano est signalé comme étant le siège d'un prieuré dont les ruines se trouvent encore dans le vieux village. Dans un autre texte, daté de 1237, se trouve, dans un acte de donation fait par Raymond de Toulouse, comte de Provence à Raymond Ier des Baux, prince d'Orange, la dénomination de Trevillon.
Le même Raymond Ier, en 1253, rendit hommage de son fief à Guillaume Béroard, évêque de Carpentras, procureur d'Alphonse de Poitiers, frère de Louis IX. Dix ans plus tard, une bulle de Clément IV confirma ce fief aux princes d'Orange. L'Église étant entrée en possession du Comtat Venaissin, en 1297, Bertrand des Baux, rendit alors hommage à Nicolà de Franzesi, Recteur du Comtat, pour son castrum seu villam de Travelliam.

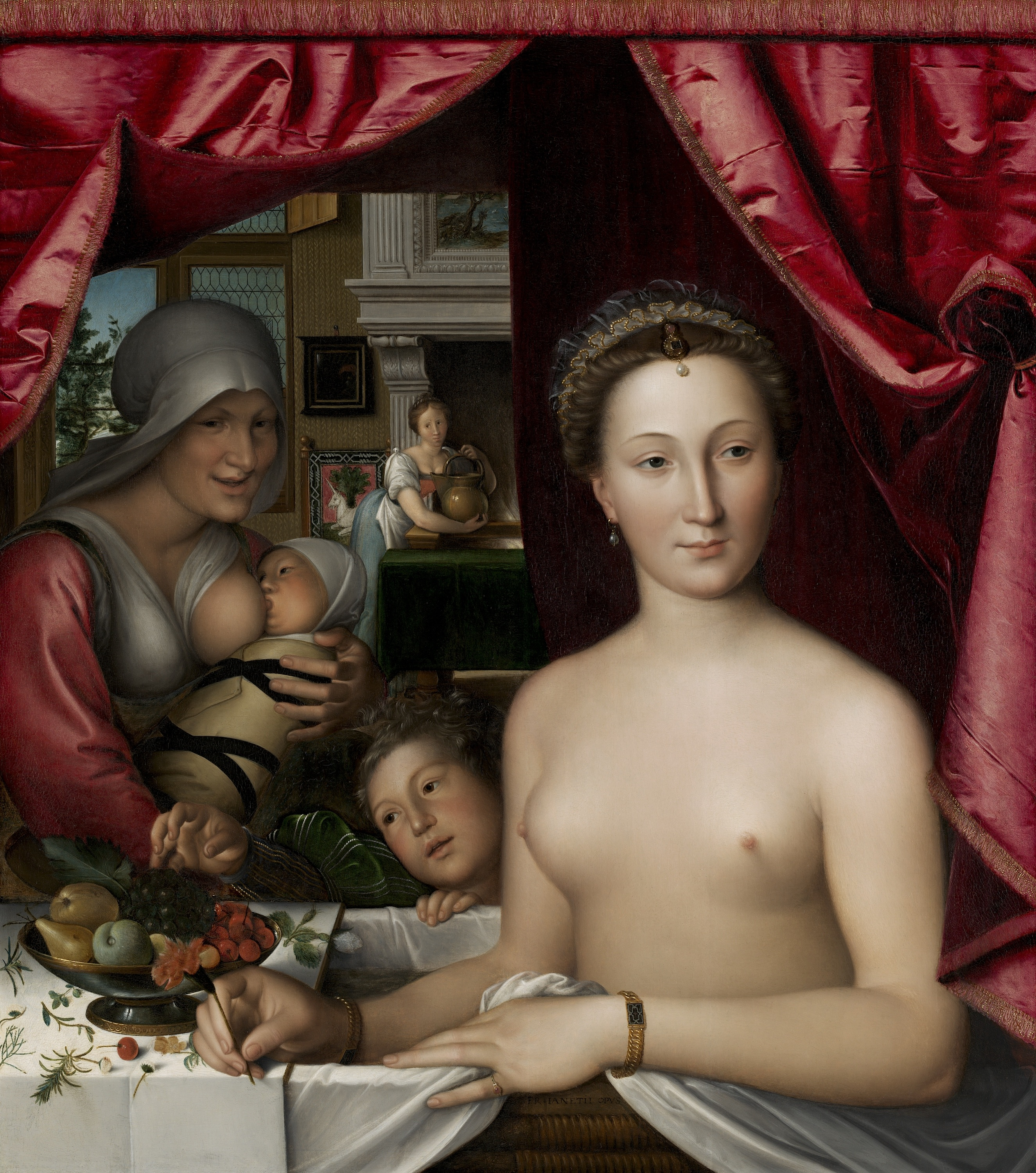
François Clouet, Dame au bain, portrait supposé de Diane de Poitiers, baronne de Sérignan et dame de Travaillan.

En 1326, Raymond V des Baux, se vit contraint de fixer des limites entre les communautés de Camaret et de Travaillan. Témoignages de ce temps, une porte fortifiée du XIVe siècle se trouve en limite d'une propriété privée et un mur arasé des anciens remparts dans un champ.

### Renaissance
Au XVe siècle, ce fief, tout comme celui de Camaret passa aux barons de Sérignan. Diane de Poitiers, baronne de Sérignan, qui séjourna dans le Comtat Venaissin du 26 juin au 6 juillet 1565, fut donc Dame de Travaillan. Les nouveaux seigneurs tirèrent une part importante de leurs revenus du Bois de Velage - la plus importante forêt de plaine de la région - et de cinq grosses fermes du Plan de Dieu.

### Période moderne
Jusqu'en 1791, Travaillan n'avait été qu'une annexe de Camaret. Jean-François d'Olivier, baron de Gérente, président de l'Assemblée du Comtat Venaissin et originaire du village lui fit trouver son autonomie. Le 12 août 1793 fut créé le département de Vaucluse, constitué des districts d'Avignon et de Carpentras, mais aussi de ceux d'Apt et d'Orange, qui appartenaient aux Bouches-du-Rhône, ainsi que du canton de Sault, qui appartenait aux Basses-Alpes.
Au milieu du XIXe siècle, Jules Courtet signale que l'idée vint de fertiliser le Plan de Dieu, de plus en plus déboisé, en l’irriguant avec les eaux de l'Aigues.

### Période contemporaine

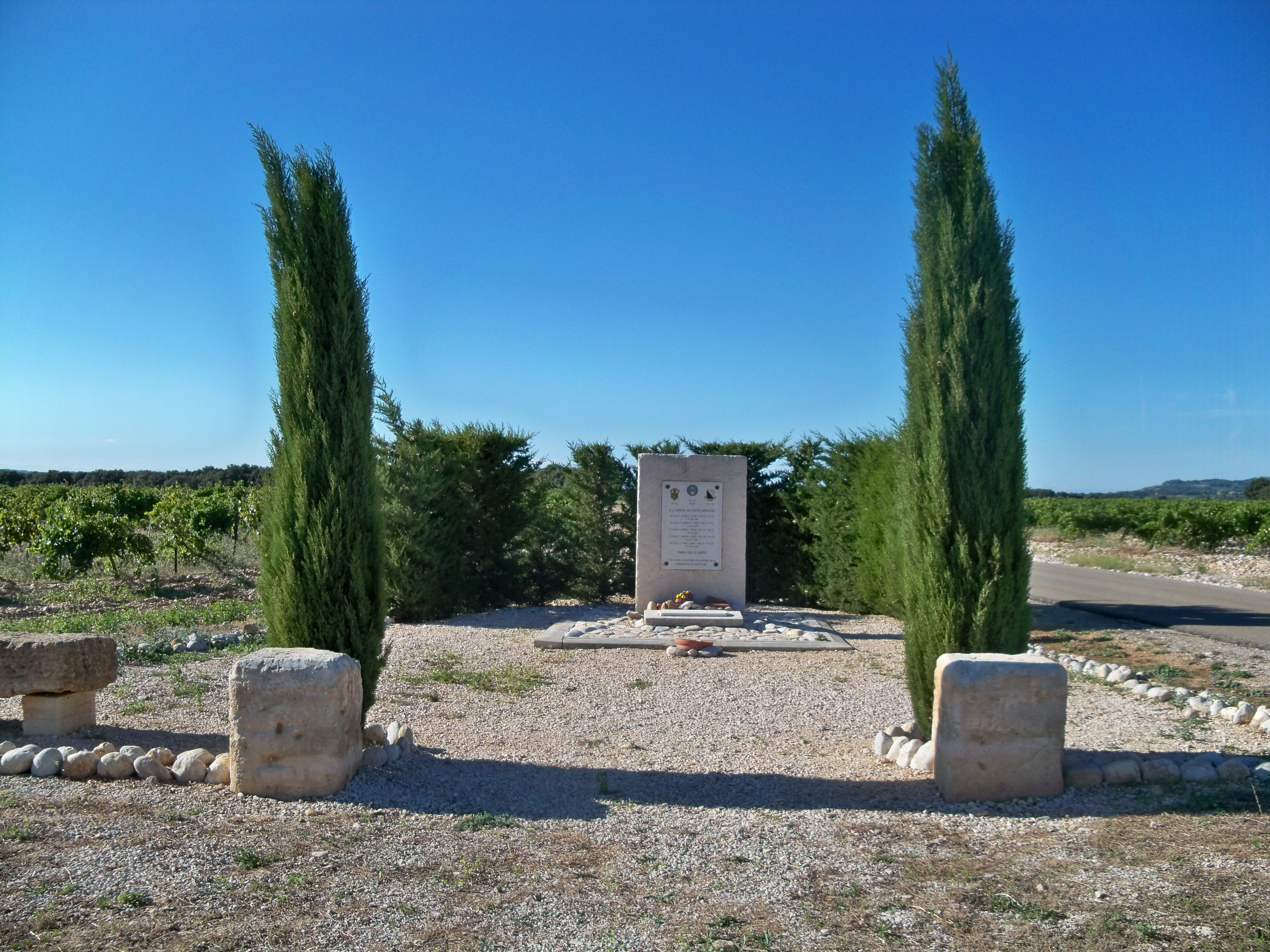
Mémorial du Plan de Dieu.

À la fin de la Seconde Guerre mondiale, les troupes nazis en retraite occupèrent l'aérodrome d'Orange Plan de Dieu. Le commandement des forces alliées désireux de faire sauter ce verrou pour remonter vers Strasbourg en ordonna le bombardement entre le 15 juin 1944 et le 13 août. L'US Air Force fut chargée de cette mission. Les batteries anti-aériennes de l'ennemi répliquèrent et dans ces raids périrent les pilotes Hugh B. Grandall, Harold V. Duggleby, Warren E. Semple (15 juin), Robert D. Sampson (6 août) et Donald A. Tracy (13 août). Un mémorial à leur mémoire et tous les morts de la seconde guerre sur le Plan de Dieu a été élevé au milieu des vignes à la limite de la commune et de celle de Violès.
Depuis le 25 août 2005, le vignoble de Travaillan produit des vins classés en Plan-de-dieu (côtes-du-rhône villages). Un sentier botanique (petite randonnée), qui serpente à travers les vignes, permet de découvrir ce terroir viticole. Il est accessible de la place de la Mairie.

### Toponymie
La forme la plus ancienne est de Travillano, attestée en 1137. Ce toponyme suggère le nom d'un homme latin, Trebellius, auquel a été ajouté le suffixe - anum, signifiant la possession.

### Héraldique
| Blason de Travaillan | Les armes peuvent se blasonner ainsi : D'azur à la fasce échiquetée de gueules et d'argent de trois tires, accompagné en chef d'une étoile de seize rais d'or et en pointe d'une croisette cléchée, vidée et pommetée de douze pièces du même. |

## Politique et administration

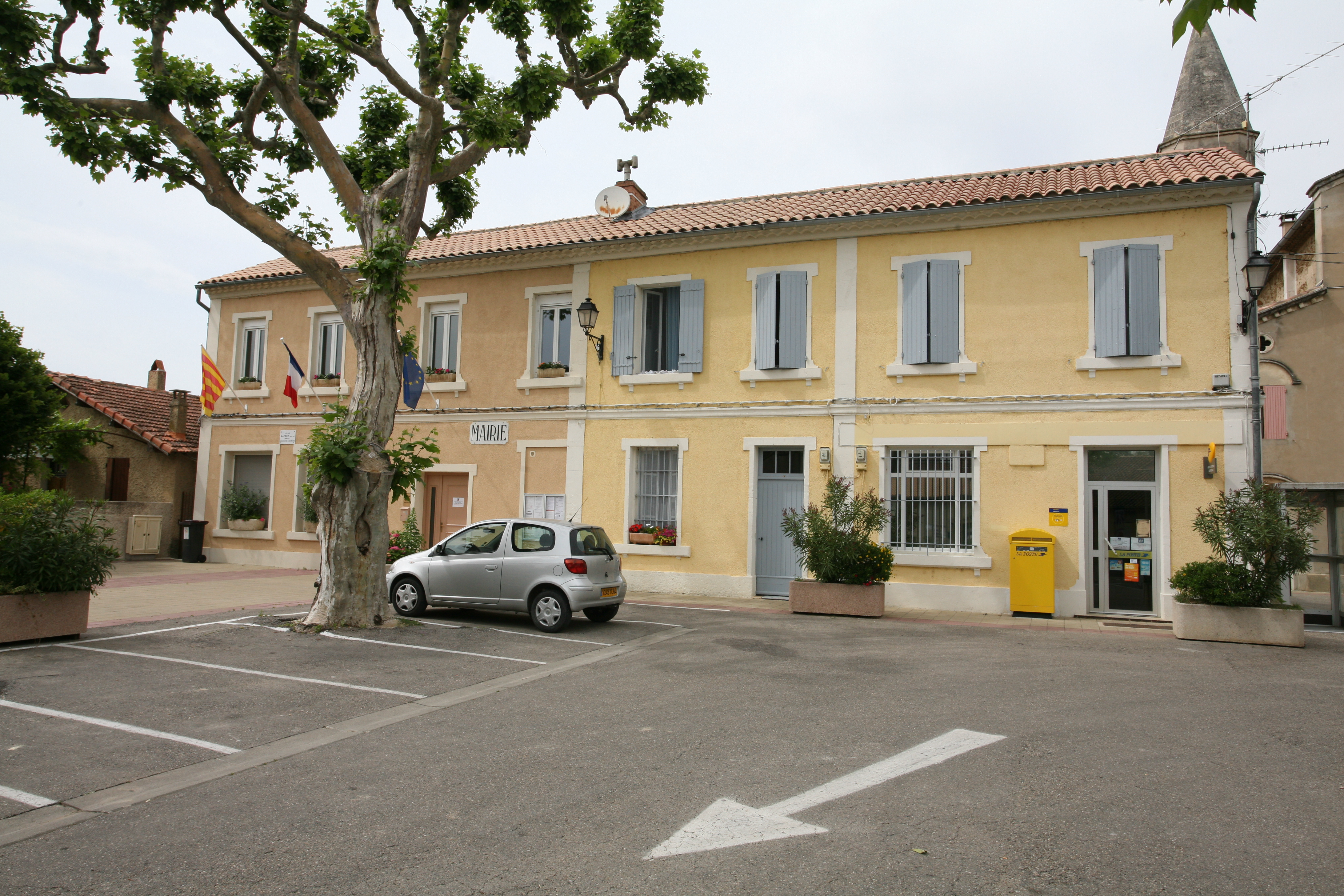
La mairie et la poste.

| Période                                  | Période   | Identité                 | Étiquette | Qualité |
| ---------------------------------------- | --------- | ------------------------ | --------- | ------- |
| mars 2001                                | juin 2020 | Gérard Sanjullian        |           |         |
| juin 2020                                | En cours  | Isabelle Daladier-Martin | SE        |         |
| Les données manquantes sont à compléter. |           |                          |           |         |

### Intercommunalité
La commune fait partie de la communauté de communes Aygues Ouvèze en Provence depuis la création de celle-ci le 31 décembre 1992.

## Urbanisme

### Typologie
Au 1er janvier 2024, Travaillan est catégorisée commune rurale à habitat dispersé, selon la nouvelle grille communale de densité à sept niveaux définie par l'Insee en 2022.
Elle appartient à l'unité urbaine de Camaret-sur-Aigues, une agglomération intra-départementale regroupant deux  communes, dont elle est une commune de la banlieue,,. Par ailleurs la commune fait partie de l'aire d'attraction d'Orange, dont elle est une commune de la couronne,. Cette aire, qui regroupe 10 communes, est catégorisée dans les aires de 50 000 à moins de 200 000 habitants,.

### Occupation des sols
L'occupation des sols de la commune, telle qu'elle ressort de la base de données européenne d’occupation biophysique des sols Corine Land Cover (CLC), est marquée par l'importance des territoires agricoles (88,6 % en 2018), une proportion sensiblement équivalente à celle de 1990 (88,8 %). La répartition détaillée en 2018 est la suivante : 
cultures permanentes (78,7 %), zones agricoles hétérogènes (7,4 %), espaces ouverts, sans ou avec peu de végétation (5 %), zones industrielles ou commerciales et réseaux de communication (4,9 %), terres arables (2,4 %), forêts (1,4 %), zones urbanisées (0,1 %). L'évolution de l’occupation des sols de la commune et de ses infrastructures peut être observée sur les différentes représentations cartographiques du territoire : la carte de Cassini (XVIIIe siècle), la carte d'état-major (1820-1866) et les cartes ou photos aériennes de l'IGN pour la période actuelle (1950 à aujourd'hui).

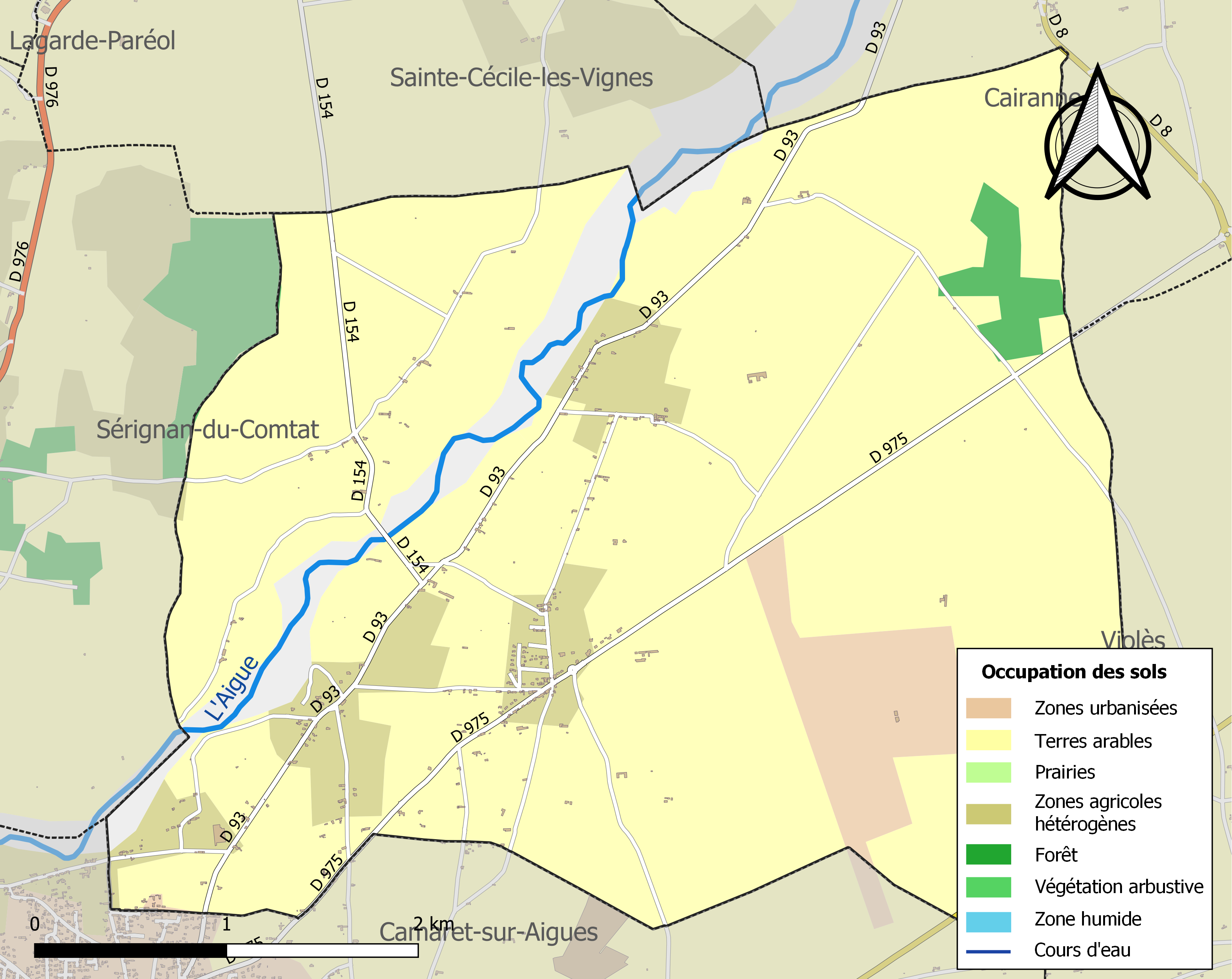
Carte des infrastructures et de l'occupation des sols de la commune en 2018 (CLC).

### Fiscalité
| Taxe                                                | Part communale | Part intercommunale | Part départementale | Part régionale |
| --------------------------------------------------- | -------------- | ------------------- | ------------------- | -------------- |
| Taxe d'habitation (TH)                              | 7,90 %         | 0,00 %              | 7,55 %              | 0,00 %         |
| Taxe foncière sur les propriétés bâties (TFPB)      | 16,78 %        | 0,00 %              | 10,20 %             | 2,36 %         |
| Taxe foncière sur les propriétés non bâties (TFPNB) | 42,67 %        | 0,00 %              | 28,96 %             | 8,85 %         |
| Taxe professionnelle (TP)                           | 00,00 %        | 16,00 %             | 13,00 %             | 3,84 %         |

La part régionale de la taxe d'habitation n'est pas applicable.
La taxe professionnelle est remplacée en 2010 par la cotisation foncière des entreprises (CFE) portant sur la valeur locative des biens immobiliers et par la contribution sur la valeur ajoutée des entreprises (CVAE) (les deux formant la contribution économique territoriale (CET) qui est un impôt local instauré par la loi de finances pour 2010).

### Budget et fiscalité 2017
En 2017, le budget de la commune était constitué ainsi :
- total des produits de fonctionnement : 478 000 €, soit 654 € par habitant ;
- total des charges de fonctionnement : 451 000 €, soit 616 € par habitant ;
- total des ressources d'investissement : 104 000 €, soit 142 € par habitant ;
- total des emplois d'investissement : 240 000 €, soit 328 € par habitant ;
- endettement : 306 000 €, soit 418 € par habitant.

Avec les taux de fiscalité suivants :
- taxe d'habitation : 7,90 % ;
- taxe foncière sur les propriétés bâties : 16,78 % ;
- taxe foncière sur les propriétés non bâties : 42,67 % ;
- taxe additionnelle à la taxe foncière sur les propriétés non bâties : 0,00 % ;
- cotisation foncière des entreprises : 0,00 %.

Chiffres clés Revenus et pauvreté des ménages en 2015 : médiane en 2015 du revenu disponible, par unité de consommation : 20 793 €.

## Population et société

### Démographie

#### Évolution démographique
L'évolution du nombre d'habitants est connue à travers les recensements de la population effectués dans la commune depuis 1793. Pour les communes de moins de 10 000 habitants, une enquête de recensement portant sur toute la population est réalisée tous les cinq ans, les populations de référence des années intermédiaires étant quant à elles estimées par interpolation ou extrapolation. Pour la commune, le premier recensement exhaustif entrant dans le cadre du nouveau dispositif a été réalisé en 2004.

En 2022, la commune comptait 721 habitants, en évolution de −0,96 % par rapport à 2016 (Vaucluse : +1,73 %, France hors Mayotte : +2,11 %).
| 1793 | 1800 | 1806 | 1821 | 1831 | 1836 | 1841 | 1846 | 1851 |
| ---- | ---- | ---- | ---- | ---- | ---- | ---- | ---- | ---- |
| 158  | 126  | 148  | 177  | 220  | 246  | 319  | 366  | 409  |

| 1856 | 1861 | 1866 | 1872 | 1876 | 1881 | 1886 | 1891 | 1896 |
| ---- | ---- | ---- | ---- | ---- | ---- | ---- | ---- | ---- |
| 400  | 435  | 426  | 441  | 409  | 374  | 367  | 338  | 349  |

| 1901 | 1906 | 1911 | 1921 | 1926 | 1931 | 1936 | 1946 | 1954 |
| ---- | ---- | ---- | ---- | ---- | ---- | ---- | ---- | ---- |
| 383  | 415  | 424  | 403  | 371  | 373  | 382  | 364  | 388  |

| 1962 | 1968 | 1975 | 1982 | 1990 | 1999 | 2004 | 2006 | 2009 |
| ---- | ---- | ---- | ---- | ---- | ---- | ---- | ---- | ---- |
| 406  | 445  | 510  | 528  | 623  | 676  | 650  | 649  | 677  |

| 2014 | 2019 | 2022 | - | - | - | - | - | - |
| ---- | ---- | ---- | - | - | - | - | - | - |
| 718  | 711  | 721  | - | - | - | - | - | - |

## Économie

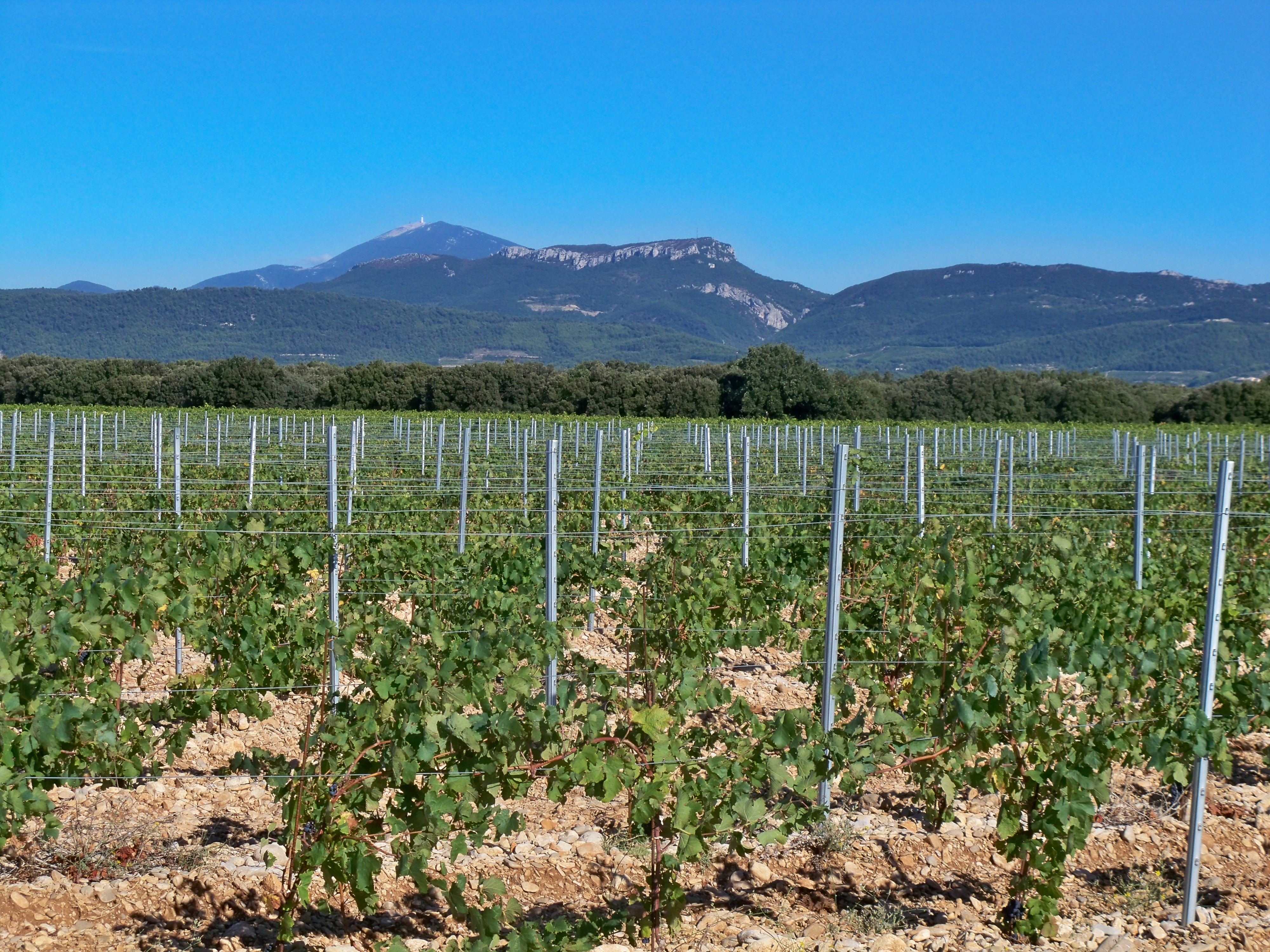
Vignoble du Plan de Dieu.

### Tourisme
Tourisme viticole (plusieurs caves de dégustation) et tourisme de randonnées (plusieurs circuits pédestres et vélo à proximité) constituent les principaux modes. On trouve sur la commune plusieurs gîtes et chambres d'hôtes qui permettent l'accueil des touristes.

### Agriculture
Le vignoble produit des vins classés en Côtes-du-rhône villages sous le nom de Plan-de-dieu (AOC). Les vins qui ne sont pas en appellation d'origine contrôlée peuvent revendiquer, après agrément, le label vin de pays de la Principauté d'Orange.

### Commerce
Le bar Chez Gégène, qui porte le label Bistrot de pays,, adhère à une charte dont le but est de « contribuer à la conservation et à l’animation du tissu économique et social en milieu rural par le maintien d’un lieu de vie du village ».

## Patrimoine

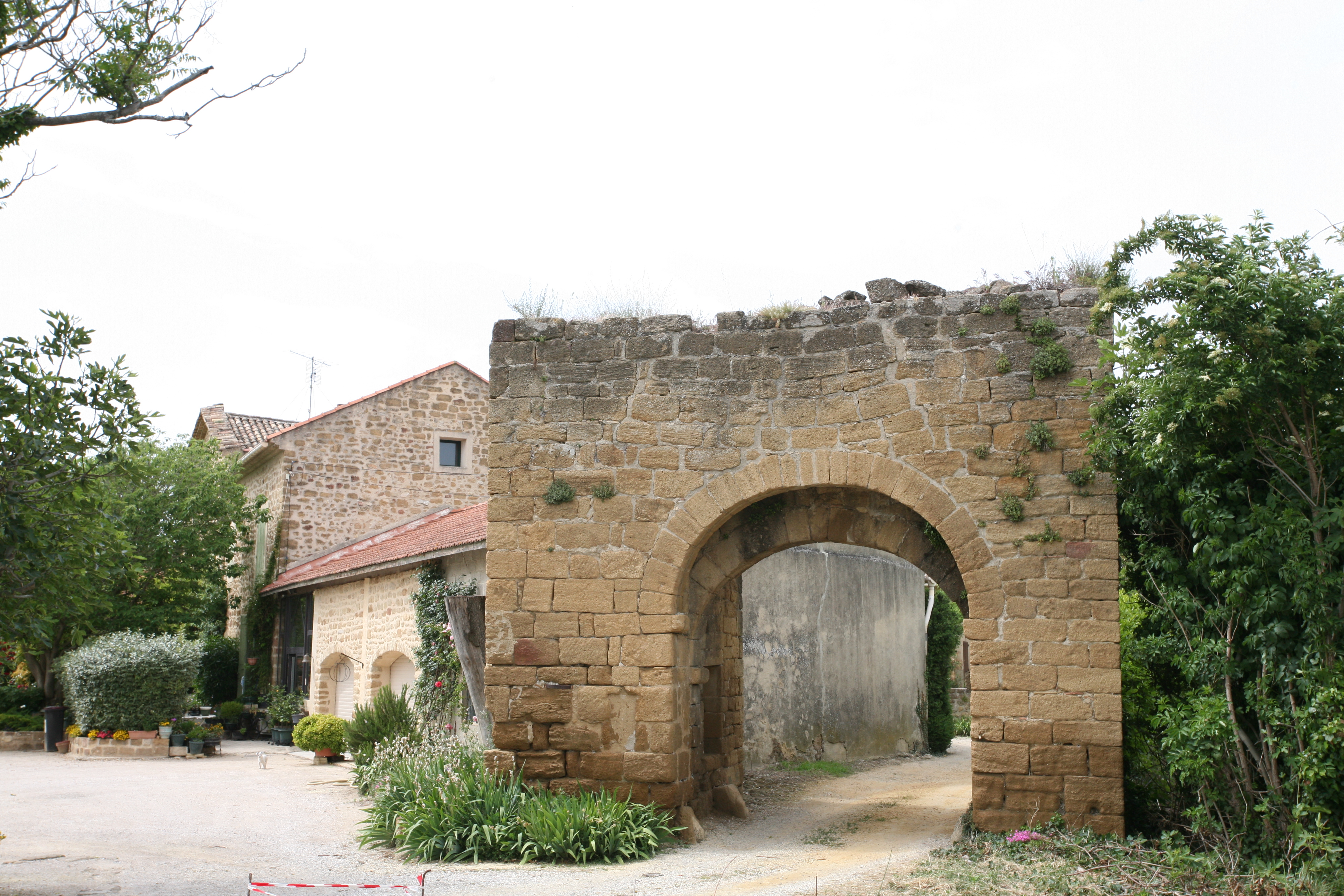
Entrée du vieux Travaillan.

La partie la plus ancienne est le vieux village, où se trouvent :
- Le Prieuré du XIe siècle, dédié à saint Pons, fut dès 1137 donné comme manse à la sacristie de l'église cathédrale d'Orange. Aujourd'hui en ruines, seule subsiste son abside qui a été transformée en remise pour outils agricoles[16].
- Les calvaires.
- Vestiges de l’ancien château « Castis Trabelhani ».
- Chapelle du Vieux-Travaillan[36], vestiges[37].
- Ancienne porte[38] du vieux village de Travaillan (XIVe siècle)[39].
- À l'est du bourg, on trouve le château Saint-Jean[40].
- Près du vieux village, réduit actuellement à une grosse ferme, se dresse une croix de pierre à double face. Sur un côté, a été sculpté le crucifié, sur l'autre un personnage non identifié qui semble tenir un livre[16].
- Monuments commémoratifs :
  - La tombe de Joseph Fiacre Olivier de Gérente.
  - Monument aux morts[41].
  - Mémorial du Plan de Dieu[42]. Il rend hommage à cinq pilotes Américains morts pendant une opération aérienne au dessus du plan de dieu lors de la Seconde Guerre mondiale en été 1944.

## Équipements ou Services

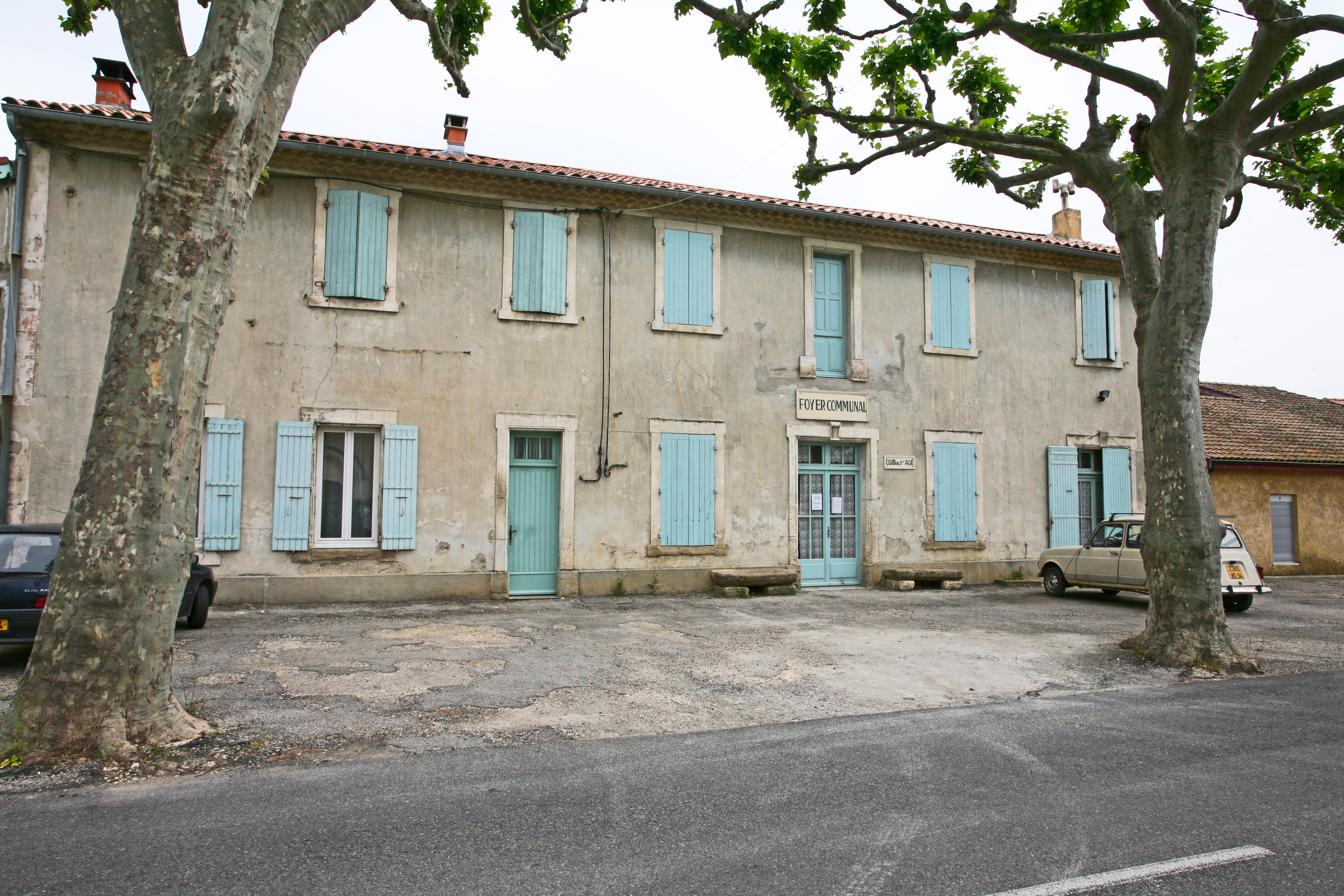
Foyer communal de Travaillan.

### Enseignement
La commune possède une école primaire publique. Ensuite les éleves vont au collège Victor-Schœlcher à Sainte-Cécile-les-Vignes puis au lycée régional polyvalent de l'Arc à Orange.

### Sports et loisirs
La commune héberge l'aéroclub du Plan de Dieu. Ces membres peuvent être autorisés par le commandant de la base aérienne 115 Orange-Caritat à utiliser l'aérodrome d'Orange Plan de Dieu, à vocation militaire.

### Santé
Professionnels et établissements de santé :
- médecins à Camaret-sur-Aigues, Sérignan-du-Comtat ;
- pharmacies à Camaret-sur-Aigues, Sérignan-du-Comtat ;
- il existe un centre hospitalier au niveau de Saint-Pierre, au nord de la commune.

## Vie locale
La commune dispose d'un foyer communal.

### Cultes

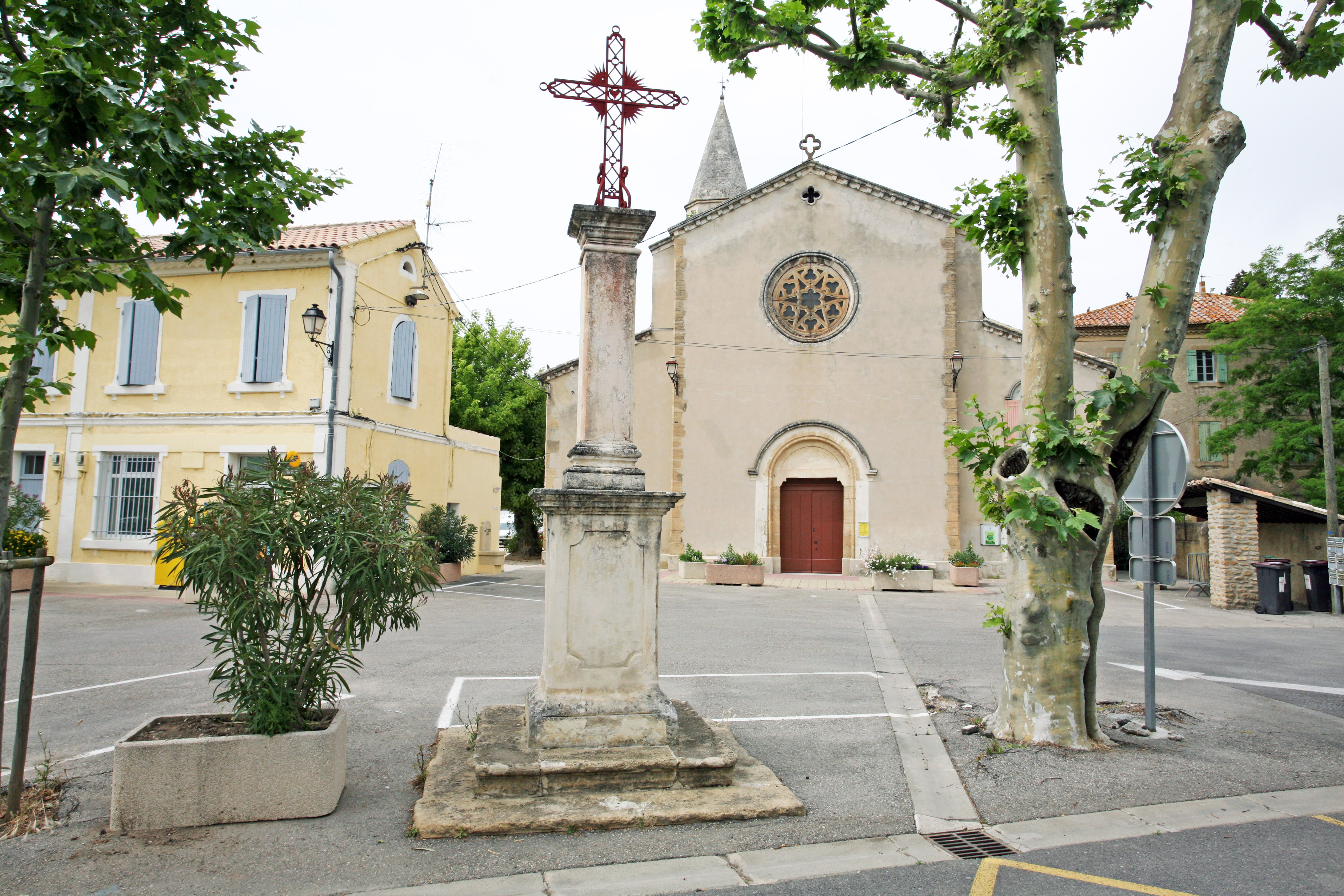

La paroisse catholique fait partie du diocèse d'Avignon, doyenné d'Orange Bollène. L'église actuelle fut érigée dans un style roman du XIXe siècle. Placée sous le vocable de l'Immaculée Conception, elle fut construite entre 1853 et 1857 sur une terre offerte par le baron Joseph-Louis de Gérente.

### Écologie et recyclage
La collecte et le traitement des déchets des ménages et déchets assimilés, la gestion de l'assainissement collectif, la lutte contre les nuisances sonores, le contrôle de la qualité de l'air et la protection et mise en valeur de l'environnement font partie des compétences de la communauté de communes Aygues Ouvèze en Provence.

## Personnalités liées à la commune
- Jean-François d'Olivier, baron de Gérente, président de l'Assemblée du Comtat Venaissin en 1790, mort à Travaillan en 1791. Sa tombe se trouve à l'orée du bois de la Cadenière, près des Granges Saint-Jean[16].